# 新戈里察
新戈里察（發音：[ˈnɔ̀ːʋa ɡɔˈɾìːtsa] ⓘ）是斯洛文尼亞西部新戈里察城市市鎮内的城市及行政中心。與義大利的戈里齊亞相望。面積3.49平方公里，2020年人口13,031人。
1948年因南斯拉夫與義大利簽署的和平條約，戈里齊亞劃歸義大利而建立。有新戈里察大學。

## 姐妹城市
- 奥地利克拉根福
- 奧托查茨
- 義大利圣文代米亚诺
- 塞爾維亞亞歷山德羅瓦茨

## 合作交流城市
- 法國 拉雷奥勒